# Уимс, Маргарет, 3-я графиня Уимс
Маргарет Уимс, 3-я графиня Уимс и графиня Кромарти (англ. Margaret Wemyss, 3rd Countess of Wemyss and Countess of Cromarty; 1 января 1659 — 11 марта 1705) — шотландская пэресса.

## Биография
Родилась 1 января 1659 года. Дочь Дэвида Уимса, 2-го графа Уимса (1610—1679), и леди Маргарет Лесли (1621—1688), дочери Джона Лесли, 6-го графа Роутса (1600—1641). Она была младшей из шестнадцати детей. Она и ее старшая сестра, леди Джин Уимс (1629—1715), сводная сестра по первой жене ее отца, были единственными, кто не умерли молодыми и бездетными. Обычно титулы семьи переходили к старшей дочери, но «ввиду особых обстоятельств» Маргарет была предпочтительнее Джин. Джин Уимс оспаривала это, и дело обсуждалось в шотландском парламенте, где верх одержала Маргарет. Она унаследовала семейный титул в 1679 году.
28 марта 1672 года в возрасте 13 лет Маргарет Уимс замуж за своего кузена, сэра Джеймса Уимса из Каскиберри (1659—1682), позже получившего пожизненный титул лорда Бернтисленда. У супругов было трое выживших детей:
- Леди Энн Уимс (18 октября 1675—1702), в 1691 году она вышла замуж за Дэвида Мелвилла, 3-го графа Левена[4].
- Леди Маргарет Уимс (1 апреля 1677 — 29 марта 1763), в 1697 году она вышла замуж за Дэвида Карнеги, 4-го графа Нортеска.
- Дэвид Уимс, 4-й граф Уимс (29 апреля 1678 — 15 марта 1720).

После смерти лорда Бернтисленда в 1682 году графиня Уимс 29 апреля 1700 года вторично вышла замуж за сэра Джорджа Маккензи из Тарбата (1630—1714), в 1703 году получившего титул графа Кромарти.
Графиня Уимс умерла 11 марта 1705 года в возрасте 46 лет. Она была похоронена 1 июня 1705 года в церкви Ист-Уимс, Уимс, Файф, Шотландия.